# Créquoise
Pour les articles homonymes, voir Créquoise (homonymie).
La Créquoise est une rivière du département Pas-de-Calais de 15 km de long, dans la région Hauts-de-France et un affluent de la Canche en rive droite.

## Étymologie

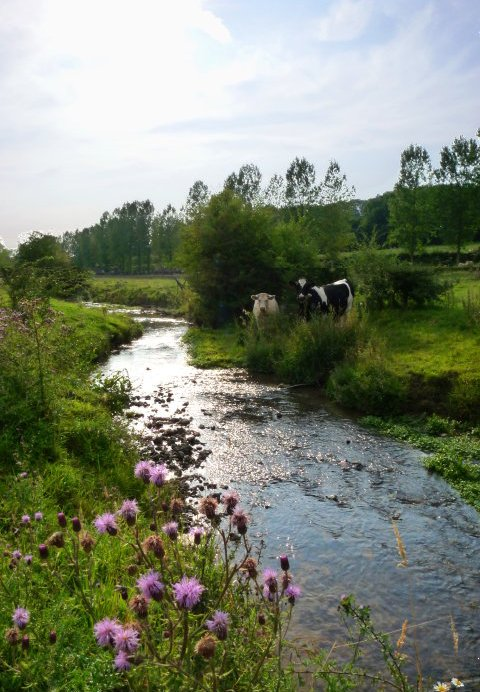
La Créquoise à Torcy.

Son nom viendrait du créquier sorte de prunier sauvage abondant sur les rives de la Créquoise.

## Géographie
D'une longueur de 14,8 kilomètres, elle prend sa source à Créquy à 1 km au sud du mont de Marne (173 m) à 101 mètres d'altitude,; et elle conflue au nord de Beaurainville, près du lieu-dit la Bleuence, à une altitude de 14 mètres,.

## Communes et cantons traversées
Dans le seul département du Pas-de-Calais, la Créquoise traverse huit communes et deux cantons :
- dans le sens amont vers aval : Créquy (source), Torcy, Royon, Lebiez, Hesmond, Offin, Loison-sur-Créquoise, Beaurainville (confluence).

Soit en termes de cantons, la Créquoise prend source dans le canton de Fruges, et conflue sur le canton de Campagne-lès-Hesdin, le tout dans le même arrondissement de Montreuil.

## Affluents

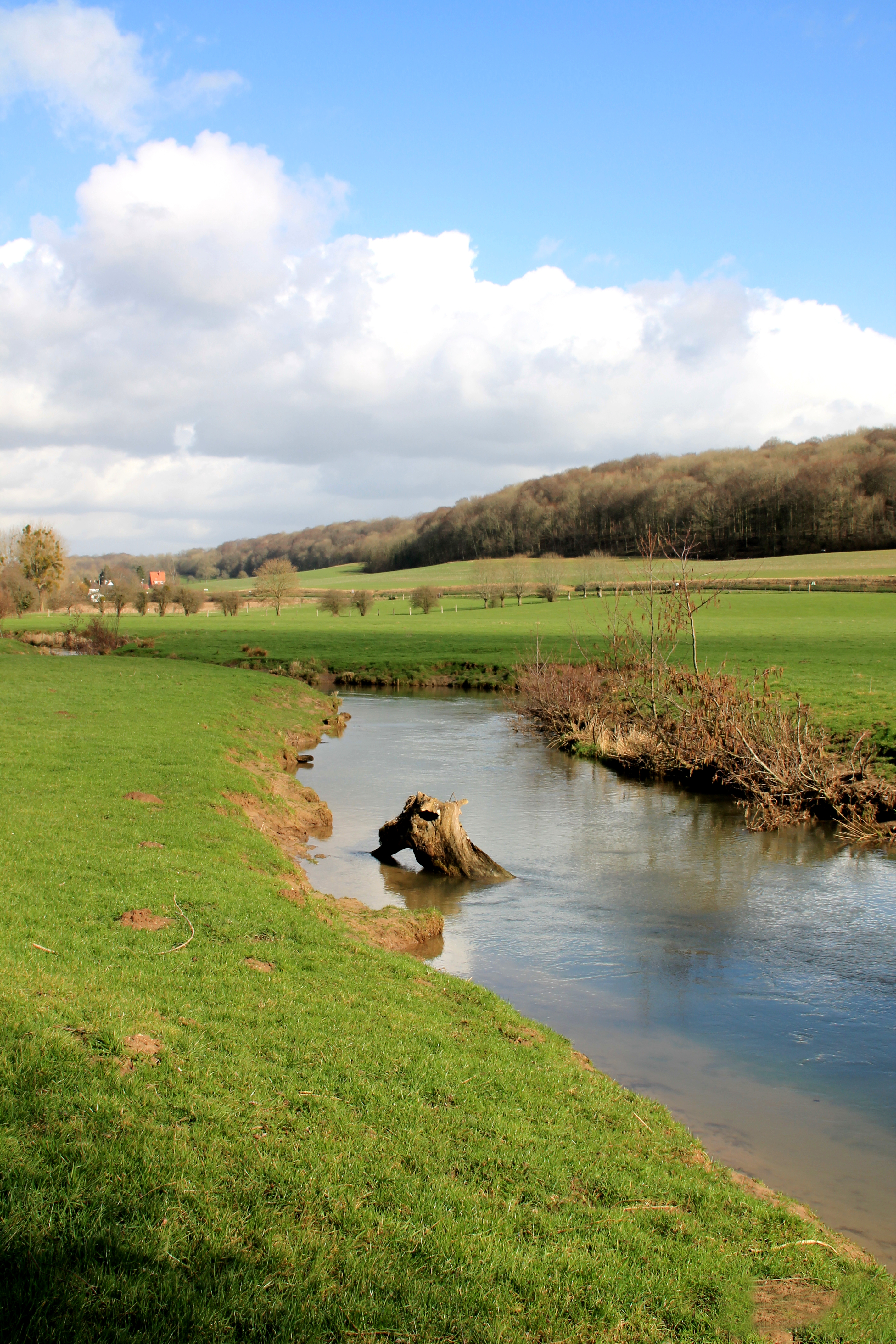
La Créquoise.

La Créquoise a six affluents référencés :
- le Surgeon (rd), 2,2 km sur les deux communes de Royon et Créquy.
- l'Embrienne[1] (rd) 6,2 km, qui conflue à Hesmond avec deux affluents. Celle-ci traverse quatre communes[5], et deux cantons : elle prend source à Rimboval, traverse Embry, et Boubers-lès-Hesmond pour confluer à Hesmond[4]. Soit en termes de canton, l'Embrienne prend aussi source dans la canton de Fruges pour confluer dans le canton de Campagne-lès-Hesdin.
  - le Ronville (rg) 4,8 km sur les deux communes de Embry et Rimboval.
  - le Petit Hesmond (rd) 2,8 km sur les deux communes de Hesmond et Embry.
- le Pauvre Mont (rg) 3,4 km sur les deux communes de Hesmond et Lebiez.
- l'Hesmond (rd) 4,9 km sur les deux communes de Hesmond et Embry qui coule dans le fond Choquette[4] avec un petit affluent dans le Fond Sillier.
- le Rouet ou fossé du Courval ou fossé du bois de Torcy (rg) 8,4 km, sur les six communes de Lebiez, Fressin, Offin, Torcy, Royon, Sains-les-Fressin[6] avec un affluent :
  - le Royon (rd) 1,2 km, sur la seule commune de Royon.
- le Loison-sur-Créquoise (rd) 1,2 km sur les deux communes de Loison-sur-Créquoise et Offin.

## Toponyme
La Créquoise a donné son hydronyme à la commune de Loison-sur-Créquoise.

## Hydrologie
La largeur en eau moyenne varie de 0,5 à 6 m.La pente moyenne est de 5,87 % et le débit moyen est de 1 m3/s à la station de Beaurainville.
Le rang de Strahler est de trois.

## Écologie
Sur son cours, la Créquoise a une station qualité et une station poissons.

## Tourisme
Le Château de Royon a été reconstruit et est occupé par les Hautecloque (maire de Royon).

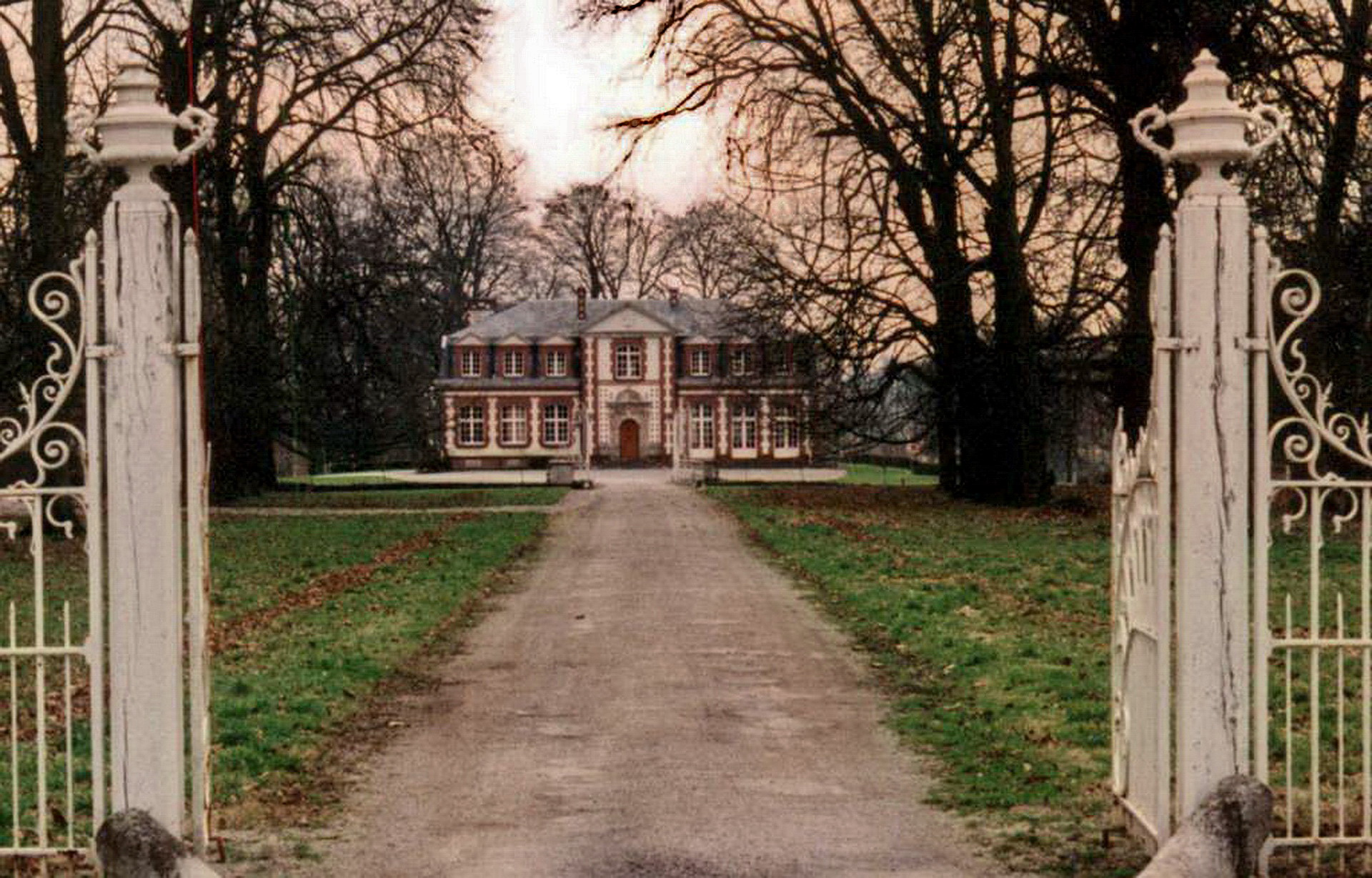
le Château de Royon actuel et reconstruit occupé par les Hautecloque (Maire).